# Nigeria ved sommer-OL 2020
Nigeria del3 under Sommer-OL 2020 i Tokyo som blev afviklet i perioden 23. juli til 8. august 2021.

## Medaljer
| 2020 Tokyo | Guld | Sølv | Bronze | Total |
| Nigeria    | 0    | 1    | 1      | 2     |

### Medaljevinderne
| Nigeria under sommer-OL 2020 i Tokyo | Nigeria under sommer-OL 2020 i Tokyo | Nigeria under sommer-OL 2020 i Tokyo | Nigeria under sommer-OL 2020 i Tokyo | Nigeria under sommer-OL 2020 i Tokyo |
| Medalje                              | Navn                                 | Sport                                | Event                                | Dato                                 |
| ------------------------------------ | ------------------------------------ | ------------------------------------ | ------------------------------------ | ------------------------------------ |
| Sølv                                 | Blessing Oborududu                   | Brydning                             | 68 kg fristil                        | 3. august                            |
| Bronze                               | Ese Brume                            | Atletik                              | Længdespring                         | 3. august                            |